# ヒ船団

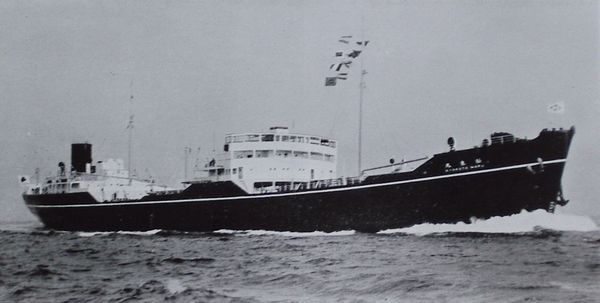
当時の日本の典型的な大型タンカーだった「極東丸」。同様の1万トン級タンカーがヒ船団の主力で、「極東丸」もヒ71船団に参加している。

ヒ船団（ヒせんだん） / ヒ号船団（ヒごうせんだん）は、日本（大日本帝国）が大東亜戦争において、日本本土とシンガポール間で運航した一連の護送船団である。主な任務は、日本占領下のオランダ領東インドから産出する石油を、日本本土に輸送することであった。大型高速のタンカーを中心に構成され、フィリピン方面へ増援部隊を送る軍隊輸送船も多く加入した。戦略的に重要な船団として優先的に護衛されたが、アメリカ海軍の潜水艦や航空機による攻撃で大きな損害を受け、沖縄へのアメリカ軍上陸が迫った1945年（昭和20年）3月に運航停止となった。
復路はシンガポール発・日本本土行きで、石油やボーキサイトなどの重要資源を積んでおり、日本の戦争経済の生命線として最重要視された。そのため、優秀なタンカーや高速貨物船が優先的に配船され、護衛にも航空母艦や巡洋艦、新型の海防艦など、当時の日本海軍が動かせる限りの戦力が投入された。しかし、アメリカ海軍潜水艦の激しい攻撃により、多くの船団が壊滅的な被害を受けた。

## 名称
「ヒ船団」の名の由来は定かではないが、航路沿線であるヒリッピン（フィリピン）の頭文字とする説、「日の丸」の読みの頭文字とする説などがある。
個々のヒ船団の名称には、往路（シンガポール行き）の便に奇数、復路（日本行き）の便に偶数の番号が順次割り当てられた。したがって、往路の第1便がヒ01船団、復路の第1便はヒ02船団となる。ヒ88船団など1個の船団が梯団に分割された場合は、ヒ88A船団からヒ88J船団のように梯団ごとのアルファベットも追加されている。おおむね番号順に運航されているが、中止により欠番になった船団や、実際の運航順とは前後している船団もある。番号はヒ01船団からヒ99船団までの範囲で循環使用されたが、実際にはちょうど1周したばかりの2代目のヒ03船団までで航路廃止となっているため、ほとんど重複はない。
なお、日本の護送船団の呼称としてはヒ船団の創設以前から、第一海上護衛隊管轄海域で、航路ごとに割り当てられた一定範囲の番号（例：門司発・高雄行きは第101船団-第199船団。具体例として「第197船団」）を循環使用する方式が広く用いられていた。1944年（昭和19年）2月頃からは、出発地と目的地の読みの頭文字に番号を組み合わせた「マタ30船団」（マニラ発・高雄行きの30番目の船団）のような方式も用いられている。第二海上護衛隊管轄海域では、航路ごとの符号（数字かカタカナ1字）に出航日と加入輸送船数を組みあわせた4桁数字ないしカタカナ1字+3桁数字の船団名（例：オ112船団）や、航路符号に出航月日を組み合わせて4桁数字とした船団名（例：第3530船団）であった。ボルネオ島ミリ航路の石油輸送船団である「ミ船団」（例：ミ27船団）や鉄鉱石輸送専用の「テ船団」（例：テ04船団）、軍隊の作戦輸送である「松輸送」（例：東松1号船団）・「竹輸送」（例：竹一船団）といった特殊な命名方式もある。

## 日本の戦時石油事情
大東亜戦争当時、日本は、円滑な戦争継続のために艦船（軍艦と民間船）や航空機などの燃料として、多量の石油を必要としていた。戦前の推計では海軍用250 - 300万トン、民需用250万トン、陸軍用60万トンの戦時石油需要があった。国内の油田や人造石油の生産だけでは到底足りず、戦前の石油備蓄を取り崩す一方、南方作戦で占領したオランダ領東インドや英領ボルネオからの石油輸入が重要となった。日本本土への輸送量は、毎年300万トン以上が必要と算定されていた。
南方作戦での資源地帯確保は極めて順調で、危惧された油田設備の破壊も少なかったにもかかわらず、その後の占領地からの輸送（当時の用語で「還送」）はあまり順調ではなかった。その大きな原因はタンカーの不足にあった。開戦時に日本が保有したタンカー船腹は、合計で47万総トンあった。しかし、長距離輸送に適した大型タンカーの多くは、建造時からの計画通りに日本海軍の補給艦として徴用されてしまい、日本本土への石油輸送には使えない状態だった。その結果、本土への輸送に使える大型タンカーは10万総トン未満にすぎなかった。中型以下のタンカーを合わせても、南方からの石油輸送に使えるタンカー船腹は20万総トンを割り込んでいたのである。不足を補うために戦時標準船としてのタンカー建造も行われてはいたが、1943年（昭和18年）に入って少しずつ竣工しはじめる程度のペースで、あとは貨物船改造の応急タンカーがいくらか期待できるだけだった。
ヒ船団の運航が始まった1943（昭和18）年度には、360万トンの石油輸入が必要と計算されていた。しかし、輸入実績は1943年（昭和18年）末の段階で185万トンにとどまっていた。

## 沿革

### 創設
大東亜戦争開戦前、日本海軍は、東南アジア資源地帯とのシーレーン防衛に関する具体案をもっていなかった。アメリカ海軍が開戦早々に無制限潜水艦作戦を開始して民間船舶を襲撃したのに対し、日本海軍も南方作戦終了後に海上護衛隊を編成し、適宜に護送船団を運航させたが、無護衛の船団や独航船も多かった。日本にとって最重要の南方資源であった石油についても、1942年（昭和17年）3月にボルネオ島セリア産油を積んだタンカー「橘丸」（旭石油所属）をさきがけに輸送が始まっていたが、護衛態勢は確立されない状態が1年以上続いた。

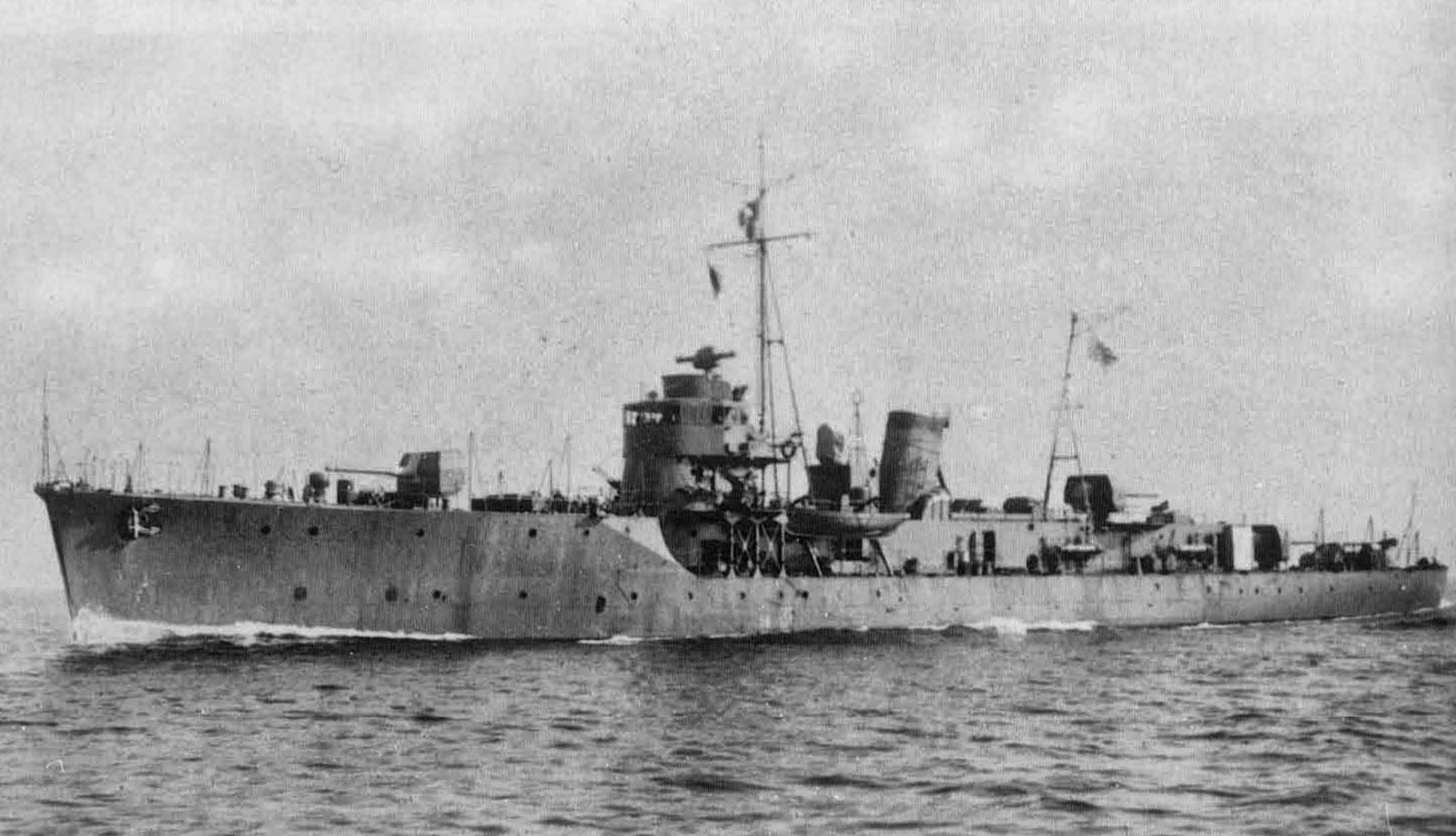
1943年5月竣工の海防艦「択捉」

大東亜戦争も後半に差し掛かった1943年（昭和18年）7月、日本海軍は、石油の本土輸送のため、石油輸送専門の高速護送船団を新たに運航することにし、これをヒ船団と命名した。従来のオランダ領東インド方面からの石油輸送は、シンガポール（当時の日本側呼称は昭南）を起点に、サンジャック（聖雀、現在のベトナム・ブンタウ）や台湾の高雄などを経由する航路だったのに対し、ヒ船団は原則としてシンガポールと門司を直行で結ぶ航路とされた。このヒ船団創設の背景には、戦時標準船として急造された大型タンカーや、長距離航海が可能な新型船団護衛艦である海防艦が、1943年（昭和18年）前半から徐々に就役開始し、艦船の能力的に長距離直行便が運航可能になったという事情があった。なお、ヒ船団が産油地のオランダ領東インドまで行かずに途中のシンガポール発とされた理由は、オランダ領東インドの主要油田が存在するスマトラ島パレンバンが河川港で大型タンカーが入港できないため、中積用の小型船を使って大規模港湾のあるシンガポールに石油を集積する方式とされていたからである。
ヒ船団は重要船団とされつつも、護衛兵力の実態は甚だしく不足していた。最初のヒ01船団から1944年（昭和19年）2月のヒ43船団までは、海防艦か旧式駆逐艦1隻だけの護衛がほとんどであった。ヒ船団の航路を含む海域を担当した第一海上護衛隊は、他の海域の護衛部隊に比べれば戦力が整っていたが、それでも護衛対象の船舶の多さに比べて少数の艦艇しか配備されていなかった。加えて、稼行率を優先して船団編成のための出航待ちを嫌ったため、輸送船5隻程度の小規模船団が細切れに運航され、ただでさえ不足しがちな護衛艦が分散する結果となった。1943年（昭和18年）11月に海上護衛総司令部が創設されてからも、こうした状況は変わらなかった。
アメリカ海軍は、1943年（昭和18年）9月から日本のタンカーを潜水艦の最重要攻撃目標と指定していた。日本側にとって幸いなことに、1943年末頃までアメリカ海軍の潜水艦用魚雷は不発が多く、ヒ船団の損害もさほど大きくは無かった。しかし、1944年（昭和19年）2月になると、タンカー5隻と豪華客船「浅間丸」で構成された重要船団ヒ40船団が攻撃を受け、タンカー全滅で「浅間丸」も損傷の壊滅的損害を被ってしまった。同月にはヒ30船団も2隻のタンカーを撃沈されており、トラック島空襲も重なって月間の船舶被害は激増した。ヒ30船団・ヒ40船団のいずれも護衛は海防艦1隻だけで、敵潜水艦に自由な襲撃を許してしまった。

### 大船団主義の採用

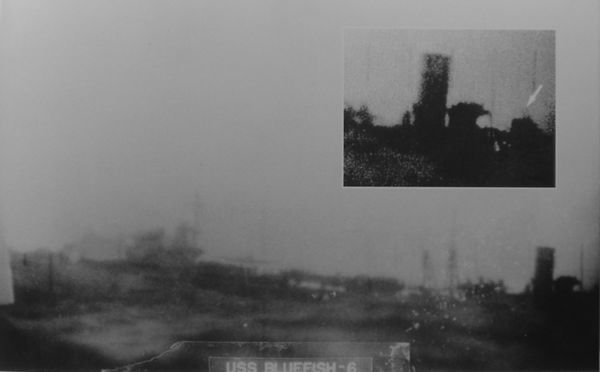
沈没しつつある給油艦「速吸」。ヒ71船団にタンカーとして参加していたが、潜水艦の雷撃で失われた

1944年（昭和19年）2月にヒ40船団の全滅などを経験した日本海軍は、海上護衛総司令部の発案に基づいてヒ船団の運用方針を大船団主義に転換した。これは、船団の運航頻度を減らして1個の船団の規模を大型化することで、護衛艦艇の集中を図る戦術であった。1隻だけの護衛艦の無力さが明らかになり、特にアメリカ海軍潜水艦が群狼作戦を採用しつつあることからも、1個の船団に複数の護衛艦が必要と認識されたのであった。既述のように本来のヒ船団は石油輸送用の高速船団であったが、フィリピン行きの増援部隊を積んだ軍隊輸送船も途中まで同行することが多くなり、これも船団の大規模化につながった。
大船団主義の本格採用と合わせ、1944年（昭和19年）4月には石油輸送船団の速度別の再編が実施された。船団速力13ノット（約23.4km/h）以上を高速ヒ船団（ヒA船団）、船団速力9 - 12ノットを中速ヒ船団（ヒB船団）とし、それ以下の低速船団としてシンガポールより日本に近いボルネオ島ミリ行きのミ船団が創設された。高速のヒA船団は従前目標通りの門司＝シンガポール直行便を建前とする一方、中速のヒB船団は高雄に途中寄港する運用へと変わった。

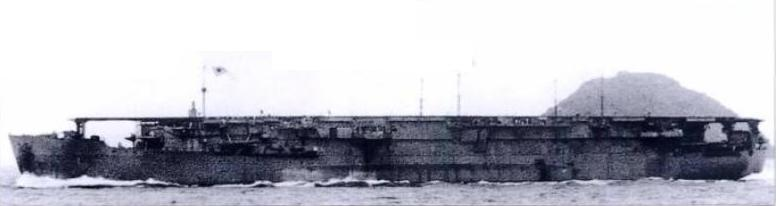
空母「神鷹」。ヒ船団の護衛に従事したが、ヒ81船団の護衛中に撃沈された

護衛強化策としては、量産が軌道に乗った海防艦が次々とヒ船団用に投入された。1944年（昭和19年）1月から試験されていた船団護衛への空母使用も、護衛空母搭載用の「第九三一海軍航空隊」を同年2月に創設、同年4月のヒ57船団から本格運用に移された。日本における船団護衛への空母使用は、上陸作戦時などの例外を除けば、ヒ船団のみで行われた。空母から哨戒機を飛ばすことで、敵潜水艦に対する探知能力を強化する目的であった。兵力の増加した護衛部隊の指揮統制のため、特設護衛船団司令部の制度も導入された。特設護衛船団司令部は司令官の少将以下人員若干のみの組織で直接の戦闘兵力を持たず、船団編成時に集められた護衛艦艇を臨時に指揮することになったが、司令部専属の参謀もいない態勢で、寄せ集めの護衛部隊を有効に統制することは困難であった。その後、1944年（昭和19年）11月、司令部だけでなく固有の戦闘艦艇を有する初の護衛専門戦隊として、第101戦隊（軽巡1隻・海防艦6隻）が編成されている。同年12月には、第一海上護衛隊が第一護衛艦隊へと格上げされた。
こうした大船団主義の下で、ヒ船団の規模は輸送船10隻程度に護衛艦5隻以上と拡大された。最大級の事例は、空母3隻を含む輸送艦船17隻と護衛艦艇10隻で構成されたヒ69船団、輸送艦船20隻と護衛艦艇14隻で構成されたヒ71船団などがある。従来の日本船団に比べて大規模であったが、大西洋の戦いでイギリスが運航していた護送船団に比べると小規模であった。
1944年（昭和19年）4月の船舶被害は一時的に大きく減少したことから、大船団主義は潜水艦に対する被害対策として一定の効果があったと日本側では評価されている。もっとも、アメリカ潜水艦が通商破壊以外の任務に振り向けられたことや、運用ローテーションにより練度の低い艦が増えたことの影響とする見方もある。いずれにしろ大型化した船団でも、レーダーやソナーなどの対潜水艦用センサーが劣っていたことなどから、防御が完璧ではなかった。ヒ船団で最大規模のヒ71船団は、輸送船4隻沈没・3隻損傷のうえ、護衛の空母「大鷹」まで失った。優秀輸送船10隻・護衛艦7隻のヒ81船団も、多数の兵員・物資を搭載した陸軍特殊船2隻と護衛の空母「神鷹」が撃沈されてしまっている。
マリアナ諸島の攻防戦が一段落した1944年（昭和19年）後期は、アメリカ潜水艦が日本の南方航路周辺に集中するようになり、ヒ船団の戦いは一層激化した。アメリカ海軍はサイパン島に潜水母艦を進出させて前線基地とし、潜水艦が短い航海で南方航路付近に到達できるようになった。ヒ船団やフィリピンへの増援船団が多く航行するバシー海峡周辺海域は、アメリカ海軍によって「コンボイ・カレッジ」（英語: Convoy College；船団大学）とあだ名され、潜水艦部隊の格好の戦場と見られた。
また、大船団主義は主に潜水艦対策として採用されたものであったが、フィリピンへの連合軍上陸など戦況が悪化して新たに航空機の脅威が大きくなると、かえって一網打尽にされる弊害が出てきた。1945年（昭和20年）1月、それぞれ護衛艦を合わせて15隻以上の大型船団だったヒ86船団とヒ87船団は、南シナ海に侵入したアメリカ海軍第38任務部隊の空母航空隊による空襲を受けて、相次いで壊滅してしまった。

### 南号作戦と終焉
ヒ86船団とヒ87船団が相次いで空襲による大損害を出した教訓から、ヒ船団は一転して船団の規模を縮小し、標的の分散により被害極限を図る戦術に変更された。これは、護衛対象の輸送船が減少する一方、海防艦の大量建造が進み、船団を小さく分割してもそれなりの護衛艦を付することが可能になったためでもあった。わずかな残存輸送船で多くの資源を運ぶため、編成待ち時間を減らして稼行率を高めるねらいもあった。こうして1945年（昭和20年）1月下旬以降のヒ船団は、2 - 3隻の輸送船を同数以上の護衛艦艇が守るという編制が一般化した。なお、別航路の低速石油船団であるミ船団が1944年（昭和19年）末に廃止されており、大型タンカーの枯渇もあって、従来はミ船団に加入したような小型低性能のタンカーもヒ船団に多く加入するようになっている。
大本営は、ルソン島へも連合軍が上陸して南シナ海が連合軍側の勢力圏下になる中、「特攻精神」による突破輸送を唱え、重要資源に限ってシーレーン維持を図る方針を採った。この方針に従い、1945年（昭和20年）1月20日、日本海軍は船団護衛強化のための南号作戦を発令した。
日本側の護衛強化にもかかわらず、船団の被害は止まらなかった。アメリカ海軍の南西太平洋方面潜水艦部隊はルソン島のスービック湾に作戦拠点を前進させ、南シナ海とボルネオ島周辺に20隻もの潜水艦を配置して日本船団を襲った。戦史叢書によれば南号作戦期間中に航行した重要資源船団は15隊、加入輸送船はのべ45隻、護衛艦艇はのべ50隻で、そのうち輸送船20隻と護衛艦4隻が失われた。
1945年3月下旬、大本営は沖縄への連合軍上陸が間近に迫っていると予想し、もはやヒ船団の維持は不可能と判断した。3月16日に南号作戦は一時中止が発令され（そのまま打ち切り）、シンガポール行きで黄海を航行中のヒ99船団、ヒ01船団（2代目）以降の南下予定船団は中止となった。
南方に残存する可動船舶を集めて、最後に出航するヒ船団となったヒ88J船団が編成され、3月19日にシンガポールを発ったが、同月29日までに全ての輸送船を撃沈された。ヒ船団の運航停止により、日本の南方占領地からの資源輸送は実質的に終焉を迎えた。

## 主なヒ船団の例
- ヒ30船団
- ヒ40船団
- ヒ68船団
- ヒ71船団
- ヒ72船団
- ヒ81船団
- ヒ85船団
- ヒ86船団
- ヒ87船団
- ヒ88A～I船団
- ヒ88J船団
- ヒ98船団